# The Key
«La Llave» —título original en inglés: «The Key»— es el décimo segundo episodio de la octava temporada de la serie de televisión posapocalíptica, horror The Walking Dead , que salió al aire en el canal AMC el 18 de marzo de 2018. Fox lo estrenó en España e Hispanoamérica el día siguiente, respectivamente. El episodio fue escrito por Corey Reed & Channing Powell y dirigido por Greg Nicotero.

## Trama
En el Santuario, Negan (Jeffrey Dean Morgan) organiza a Los Salvadores para cubrir sus armas en la sangre y las vísceras de los caminantes antes de un ataque a la comunidad de Hilltop. Dwight (Austin Amelio) lucha por ocultar su lealtad a Rick (Andrew Lincoln) ante los aliados de Negan y sus otros Tenientes, particularmente Simon (Steven Ogg) cuando los salvadores comienzan a convoy hacia Hilltop.
Mientras tanto, Rick y Michonne (Danai Gurira) regresan a la colonia Hilltop para reagruparse. Daryl (Norman Reedus) se disculpa con Rick por permitir que los Salvadores desalojen el Santuario, lo que provocó los ataques a varias comunidades, pero Rick admite que tampoco quería que nadie muriera. Los dos deciden continuar explorando alrededor de Hilltop, dejando a Maggie (Lauren Cohan) a cargo. Mientras espera, Maggie ve cajas vacías fuera de Hilltop y al recuperarlas, encuentra una nota solicitando suministros y discos de vinilo a cambio de la promesa de "la llave" para ayudarlos. Aunque Maggie es cautelosa, ella, Michonne, Rosita (Christian Serratos) y Enid (Katelyn Nacon) deciden cumplir para ver quién podría estar dispuesto a ayudar. En el punto de encuentro previsto, las cuatro se encuentran con Georgie (Jayne Atkinson) con sus ayudantes, Hilda (Kim Ormiston) y Midge (Misty Ormiston), quienes les ofrecen conocimientos a cambio de los suministros que debían traer. Maggie decide sostenerlas en Hilltop hasta que puedan averiguar qué pueden hacer. Mientras Maggie y Michonne discuten qué hacer, Enid sugiere que deberían rechazar a Georgie. Michonne la niega, y Maggie se da cuenta de que la mejor opción sería cumplir los deseos de Georgie. Georgie, a cambio, les ofrece algo de su comida y un libro de planes para construir estructuras rudimentarias como molinos de viento, con la esperanza de que Maggie pueda convertir a Hilltop en una comunidad próspera la próxima vez que visite. Cuando Georgie se va, Enid le admite a Michonne que ella mató a la líder de Oceanside, Natania y no está segura de cómo puede saber qué es lo correcto.
Fuera de las paredes de Hilltop, Rick ve el convoy de los salvadores y procede a perseguirlos, chocando el auto de Negan fuera del convoy. Rick persigue a Negan a través de una ciudad desolada, eventualmente volcando su auto. Negan huye a un edificio abandonado; Rick lo sigue escaleras arriba con caminantes siguiéndolos. Rick intenta matar a Negan con su hacha. Negan se zambulle para cubrirse pero cae en el sótano del edificio después de estrellarse contra algo de la madera podrida. Rick sigue a Negan al sótano, encontrando a su bate de béisbol "Lucille". Mientras los dos juegan al gato y al ratón en el sótano oscuro, Negan le ofrece a Rick que renuncie a sus hostilidades con un Salvador reducido, siempre que coopere. Rick lo reprende, sabiendo que los carroñeros habían sido eliminados, lo que él cree que eran las órdenes de Negan; Negan, quien hizo que Simon fuera a hacer que los carroñeros hicieran su "contrato estándar", se da cuenta de que Simon lo desobedeció matando a los todos los carroñeros Para atraer a Negan, Rick prende fuego a Lucille y lo usa para golpear a través de una puerta que escuchó detrás de los caminantes. Los dos luchan mientras los caminantes los pululan; Negan logra recuperar a Lucille y escapar antes de que Rick pueda escapar con seguridad.
En medio de los eventos, Simon ordena a los otros Salvadores que rodeen el área mientras él y Dwight van a buscar a Negan. Mientras mira, Simon habla con Dwight, sugiriendo que consideran que Negan puede estar muerto para poder tomar el control de los Salvadores y fortalecer al grupo. Encuentran el coche volcado de Negan, pero en lugar de buscar a Negan, Dwight le prende fuego y regresan al resto de sus hombres. Simon toma el control, declarando que Negan puede estar muerto, y ahora planea "expurgar" a las otras comunidades. En otra parte, Negan se despierta y descubre que fue capturado por Jadis (Pollyanna McIntosh), sosteniéndolo a punta de pistola.

## Recepción

### Recepción crítica
"The Key" recibió críticas muy positivas de parte de los críticos. En Rotten Tomatoes, tiene un 86% calificación promedio de 7.77 de 10, basado en 21 opiniones. El consenso del sitio dice: "" The Key "inyecta nuevos personajes y acciones interesantes en el arco de traición de la temporada 8 de TWD aunque la serie realmente necesita romper algunos patrones predecibles."

### Índices de audiencia
El episodio recibió una audiencia total de 6.66 millones con una calificación de 2.8 en adultos entre 18 y 49 años. Esto fue un ligero aumento con respecto a la semana anterior, que tuvo 6,60 millones de espectadores.